# کونوکو
کونوکو (به انگلیسی: Conoco) شرکت نفتی آمریکایی است، که در سال ۱۸۷۵ در شهر اوگدن، ایالت یوتا تأسیس شد. این شرکت توزیع‌کننده زغال سنگ، نفت خام، شمع و گریس، در ایالت‌های غربی بود.
در حال حاضر شرکت کونوکو از شرکت‌های تابعه کونوکو فیلیپس است و از برندهای شناخته‌شده در زمینه جایگاه پمپ بنزین و ارائه گازوئیل می‌باشد.
تا پیش از ادغام با کونوکو فیلیپس، دفتر مرکزی این شرکت در کریدور انرژی، در شهر هیوستون (دفتر مرکزی فعلی شرکت کونوکو فیلیپس) قرار داشت، که همچنان این ساختمان، با نام مرکز کونوکو، شناخته می‌شود. در حال حاضر دفتر مرکزی شرکت کونوکو در شهر پونکا سیتی، اکلاهما قرار دارد.